# Dena Kaplan
Dena Amy Kaplan (Johannesburg, 20 gennaio 1989) è un'attrice, ballerina, modella e DJ sudafricana naturalizzata australiana molto conosciuta per aver interpretato il ruolo di Abigail Armstrong in Dance Academy.

## Biografia
Dena Kaplan è nata a Johannesburg, in Sudafrica. Sua madre e sua nonna erano entrambe ballerine. Il padre di Kaplan era un musicista e suo nonno era un attore. Dena proviene da una famiglia ebrea. Ha una sorella maggiore Gemma-Ashley ed una sorella minore Ariel, che ha interpretato Lisa Atwood #2 in The Saddle Club. La Kaplan si è trasferito in Australia nel 1996, all'età di sette anni. Dopo aver osservato la sorella Gemma prendere lezioni di danza, Dena decise d seguirne le orme.
Dena Kaplan Kaplan ha frequentato il Mount Scopus Memorial College e ha frequentato corsi di danza presso numerose scuole, incluse l'Australian Ballet School, la Jane Moore Academy of Ballet e il City Dance Centre. È apparsa per la prima volta sul palco al fianco di David Campbell in Carousel della The Production Company, interpretando Louise, una parte di balletto solista senza canto nel secondo atto dello show. La sua seconda apparizione principale è stata come ballerina/cantante nella produzione musicale di Disney The Lion King. Si è trasferita a New York City per studiare alla Ailey School e al Broadway Dance Center.
Il suo primo ruolo come attrice lo ottenne nel 2005 nella serie di spionaggio di Network Ten Scooter - Agente segreto. Nel 2007 ha interpretato Deborah Statesman in un episodio del poliziesco australiano City Homicide. Nel 2009 ha interpretato Keli in un episodio di Flight of the Conchords ed ha recitato nel film In Her Skin al fianco di Rebecca Gibney. Venne poi scelta per recitare nella serie Dance Academy e nello stesso anno è stata scelta per recitare il ruolo di Stephanie Wolfe in City Homicide. Nel 2011, Dena Kaplan ha interpretato l'interesse amoroso di Chris Sebastian nel suo video musicale per "Flow". Nel 2013 è stata scelta per interpretare il ruolo di Sarah Brennen in Camp.
Dena Kaplan è ambasciatrice della Soi Dog Foundation e insieme alle sue sorelle è ambasciatrice dell'Australian Cervical Cancer Foundation.
Kaplan vive attualmente a Sydney, in Australia.

## Filmografia

### Cinema
- In Her Skin (2009)
- Honey 3 - Il coraggio di ballare (Honey 3: Dare to Dance) (2016) Uscito in homevideo
- Dance Academy - Il ritorno (Dance Academy: The Movie) (2017)
- Della Mortika (2018) Cortometraggio

### Televisione
- Scooter - Agente segreto (Scooter: Secret Agent), nell'episodio "Operation: Double Oh" (2005)
- Flight of the Conchords (Flight of the Conchords), nell'episodio "Unnatural Love" (2009)
- City Homicide, negli episodi "The Ripe Fruits in the Garden" (2007) e "Atonement" (2010)
- Tricky Business (2012) Serie televisiva
- Mrs Biggs (2012) Miniserie televisiva
- Camp (2013) Serie televisiva
- Dance Academy (Dance Academy) (2010-2013) Serie televisiva
- The Doctor Blake Mysteries, nell'episodio "Crossing the Line" (2014)
- Soul Mates (2016) Serie televisiva